# 1453 Fennia
1453 Fennia è un asteroide della fascia principale, appartenente al gruppo di Hungaria, del diametro medio di circa 7,23 km. Scoperto nel 1938, presenta un'orbita caratterizzata da un semiasse maggiore pari a 1,8969166 au e da un'eccentricità di 0,0282627, inclinata di 23,67387° rispetto all'eclittica.
L'asteroide è dedicato alla Finlandia, tramite l'esonimo in latino.
Scoperto l'8 marzo 1938 da Yrjö Väisälä dall'Osservatorio di Iso-Heikkilä, a Turku in Finlandia, venne confermato il successivo 23 marzo a seguito di una riscoperta indipendente ad opera di Grigorij Nikolaevič Neujmin dall'osservatorio di Simeiz nell'allora Repubblica Socialista Sovietica Autonoma di Crimea, parte dell'Unione Sovietica.
Nel 2007 ne è stata scoperta la probabile natura binaria, senza tuttavia assegnare un nome pur provvisorio al satellite. Le due componenti del sistema, distanti tra loro 34 km, avrebbero dimensioni di circa 6,96 e 1,95 km. Il satellite orbiterebbe attorno al corpo principale in 22,99 ore.